# 데소나이드
데소나이드(Desonide)는 1970년대부터 사용한 낮은 약효의 국소 코르티코스테로이드의 일반명이다.

## 용도
데소나이드는 크림, 연고, 로션 등의 형태로 제조되어 어른과 어린이 모두를 대상으로 한 아토피성 피부염, 지루성 피부염, 접촉성 피부염, 건선 등을 치료하는데 사용한다.